# Aiko Wagner
Aiko Wagner (* 1982 in Berlin) ist ein deutscher Politikwissenschaftler.

## Leben
Aiko Wagner wurde 1982 in Berlin geboren. Er besuchte das Ludwig-Mies-van-der-Rohe-Gymnasium, anschließend studierte er Sozialwissenschaften an der Humboldt-Universität zu Berlin und schloss das Studium 2008 mit einem Master ab. 2012 wurde er promoviert, 2020 habilitiert. Aktuell ist er für das Otto-Suhr-Institut tätig.

## Politische Einschätzungen
Wagner gab in verschiedenen Medien Einschätzungen bezüglich der Alternative für Deutschland ab. In der Berliner Zeitung sagte er beispielsweise, die AfD würde mithilfe einer „spezifischen Verbindung aus Populismus und rechtem Gedankengut“ Erfolge erzielen.
2023 analysierte Wagner die neu gegründete Partei Bündnis Sahra Wagenknecht. In seiner Kurzanalyse schreibt er, eine Einschätzung der Programmatik wäre aufgrund der „Nichtexistenz“ von Wahlprogrammen „kaum möglich bzw. mindestens unsicher“. Das BSW könnte laut ihm primär eine Konkurrenz für die AfD darstellen, aber lediglich „in weitaus geringerem Maß für die Linke“.